# Si può fare
Pour plus de détails, voir Fiche technique et Distribution.
Si può fare est un film italien réalisé par Giulio Manfredonia, sorti en 2008.

## Fiche technique
- Titre : Si può fare
- Réalisation : Giulio Manfredonia
- Scénario : Giulio Manfredonia et Fabio Bonifacci
- Photographie : Roberto Forza
- Pays d'origine : Italie
- Genre : comédie
- Date de sortie : 2008

## Distribution
- Claudio Bisio : Nello
- Anita Caprioli : Sara
- Giuseppe Battiston : Docteur Federico Furlan
- Giorgio Colangeli : Docteur Del Vecchio
- Andrea Bosca : Gigio
- Ariella Reggio : Mère de Gigio